# Gayoso (Otero de Rey)
Gayoso (llamada oficialmente Santiago de Gaioso) es una parroquia española del municipio de Otero de Rey, en la provincia de Lugo, Galicia.

## Otras denominaciones
La parroquia también es conocida por el nombre de Santiago de Gayoso.

## Organización territorial
La parroquia está formada por diez entidades de población, constando seis de ellas en el nomenclátor del Instituto Nacional de Estadística español:
- Bandelo
- Curutela
- Iglesia (Eirexa)
- Feira (A Feira)
- Lama
- Longarela
- Paradela
- Puente (A Ponte)
- As Rozas
- Xueus

## Demografía
| Gráfica de evolución demográfica de Gayoso entre 2000 y 2020 |
|                                                              |
| Datos según el nomenclátor publicado por el INE.             |